# Подільський набережний верк

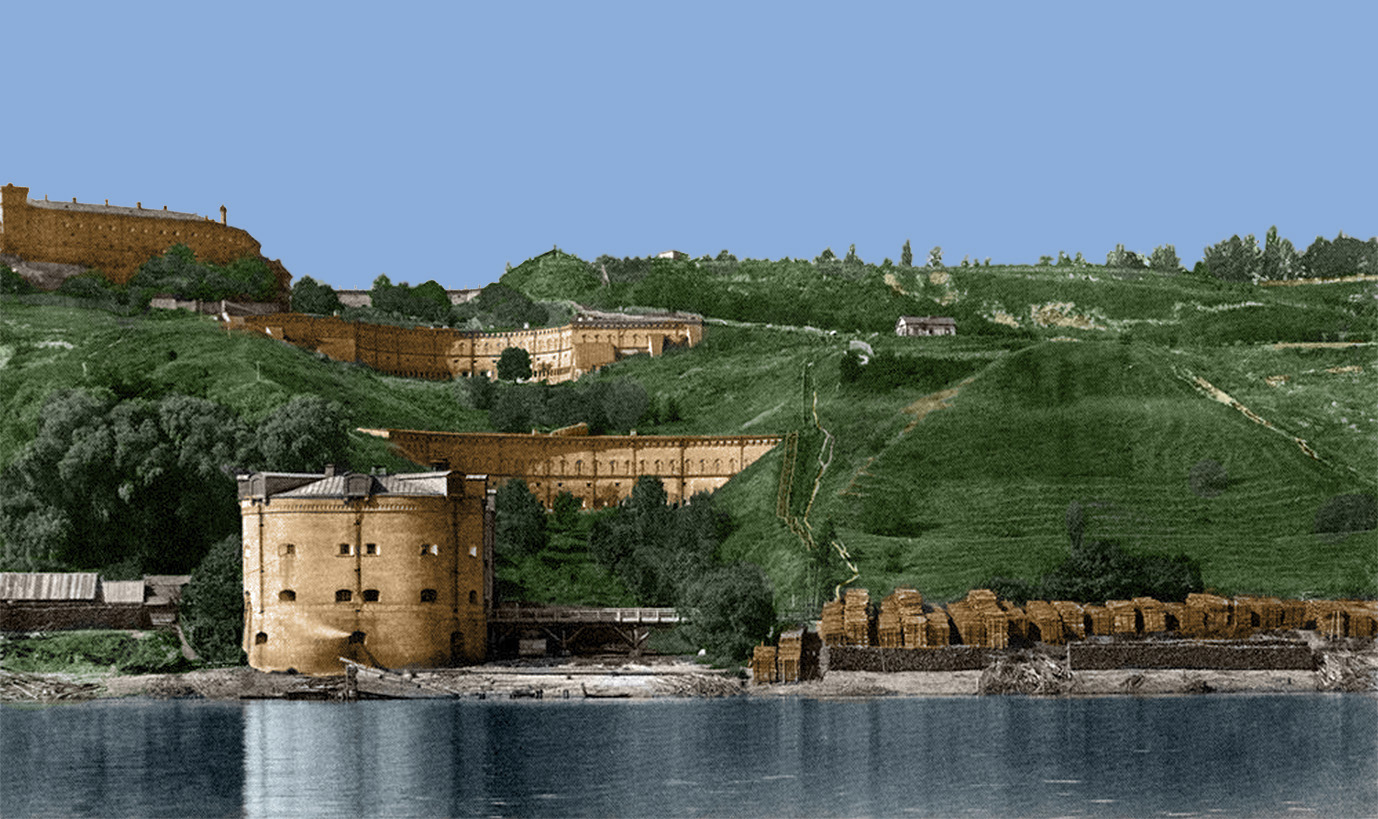
Подільський набережний верк

Подільський набережний верк, Подільська брама — історичне укріплення на березі Дніпра у Києві, демонтоване у 1951 році.

## Історія
У 1848—1853 роках було зведено першу капітальну переправу в Києві — Ланцюговий міст, щоб забезпечити безперебійний рух над повноводним плином Дніпра. Між п'ятьма монументальними цегляними опорами пролягали підвішені до металевих ланцюгів прольоти. На той же час, з метою забезпечення зручних під'їздів, були прокладені до мосту відповідні шляхи. Нікольський (Дніпровський) спуск з'єднував переправу з Печерським, а Набережне шосе — з Подолом. Ця транспортна ланка стала винятково важливою зі стратегічної точки зору, тому на випадок військових дій були зроблені зусилля для захисту мосту. Було вирішено спорудити особливе зміцнення на Набережному шосе, яке отримало назву «Набережний верк». У фортифікації під словом «верк» розуміють украплення, яке може вести самостійну оборону та входить до складу комплексу фортеці. Саме таким був задуманий об'єкт на березі Дніпра, який також мав надійні каземати для розміщення гармат та зберігання пороху.
Відомо, що архітектор Петро Таманський розробив проєкт споруди у 1849 році, яка дозволяла вести рушничний та артилерійський вогонь в два яруси, а з боку Дніпра — навіть в три. Смуги шосе проходили крізь арки будівлі, яка фактично була величезними укріпленими воротами. Цю споруду часто називали «Подільськими воротами». Для більшої міцності та значущості нижню частину цегляних стін з боку Дніпра облицьовували гранітними плитами. Для додаткового захисту було створено спеціальний рів перед воротами, який можна було перетнути тільки за допомогою висувних мостів.
Неможливо було обійти Подільські ворота з боку Дніпра, оскільки їхні конструкції висіли безпосередньо над водою. З іншого боку, крутий схил Печерської височини не давав шансів непроханим гостям на проникнення. З метою розширення Печерської фортеці було запропоновано дві потужні підпірні стіни, які не тільки захищали схил від зсувів, але й слугували укриттям для галерей, де розміщувалися підрозділи стрільців і навіть гармати для додаткового обстрілу. Також там проходив «прикритий шлях», який пов'язував Набережний верк з основною територією Печерської фортеці, зокрема з казармою на перешийку, відомою як Нікольські ворота (неподалік від станції метро «Арсенальна»).
До 1853 року зміцнення на березі Дніпра було майже завершено, і вже тоді по Ланцюговому мосту почався рух. Усі додаткові роботи з облаштування Набережного верка були закінчені в 1854 році. Однак, через події Кримської війни, імператор Микола I наказав негайно перевести Київську фортецю в повне оборонне становище. Місцевий гарнізон вжив всіх необхідних заходів, однак, новим фортифікаційним спорудам не довелося брати участі в боях ні під час тієї війни, ні в подальшому.
При розширенні Печерської фортеці збільшився попит на воду на підвищеній місцевості. Глибокі колодязі не вистачали, тому довелося шукати спосіб безперебійної доставки води на Печерські пагорби безпосередньо з Дніпра. Конструкції Набережного верка з паровою машиною для підйому води і підземними тунелями з водопровідними трубами допомогли розв'язати цю проблему. Початково воду використовувала фортеця, але згодом до системи приєдналися більшість цивільних кварталів Печерська. Резервуар водокачки розташовувався на другому поверсі «казарми на перешийку». Цей водопровід був відомий як «казенний». Цікаво, що назва «верк» підходила під цю нову функцію, оскільки це слово перекладається як «завод», «фабрика», «підприємство».
Кріпосна водокачка втратила свій оборонний характер з часом, і над нею виросла димова труба, а висувний міст був замінений стаціонарним. У 1897 році Київська фортеця була офіційно перейменована на «фортецю-склад», а в 1909-му імператор Микола II скасував обмеження для життєдіяльності містян через наявність військових укріплень. Протягом 1910—1912 років по Набережному шосе проклали рейкову колію прямо крізь арку Подільських воріт, по якій курсував мототрамвай, з'єднуючи київський Поділ з Дарницею та Броварами.
У 1951 році була збудована лінія електричного трамваю, який проходив по Набережному шосе зі станції Кірова до Наводницького моста. Проте, кам'яні арки, через які проходив трамвай, виявилися незручними для руху транспорту. Тому Київський міськвиконком у квітні видав постанову про знесення кріпосних воріт на Набережній. Споруду ліквідували влітку того ж року.

## Галерея

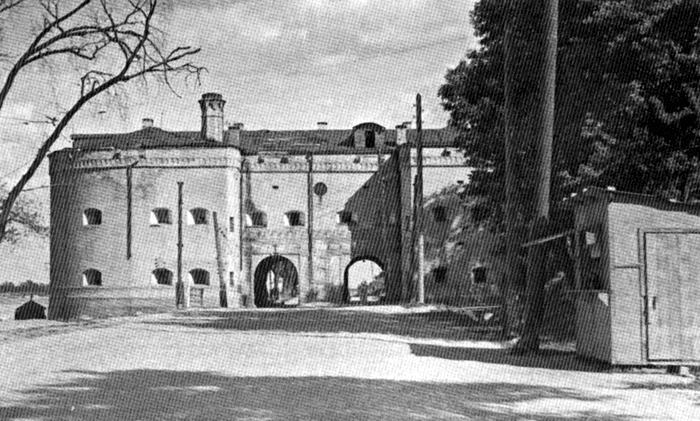
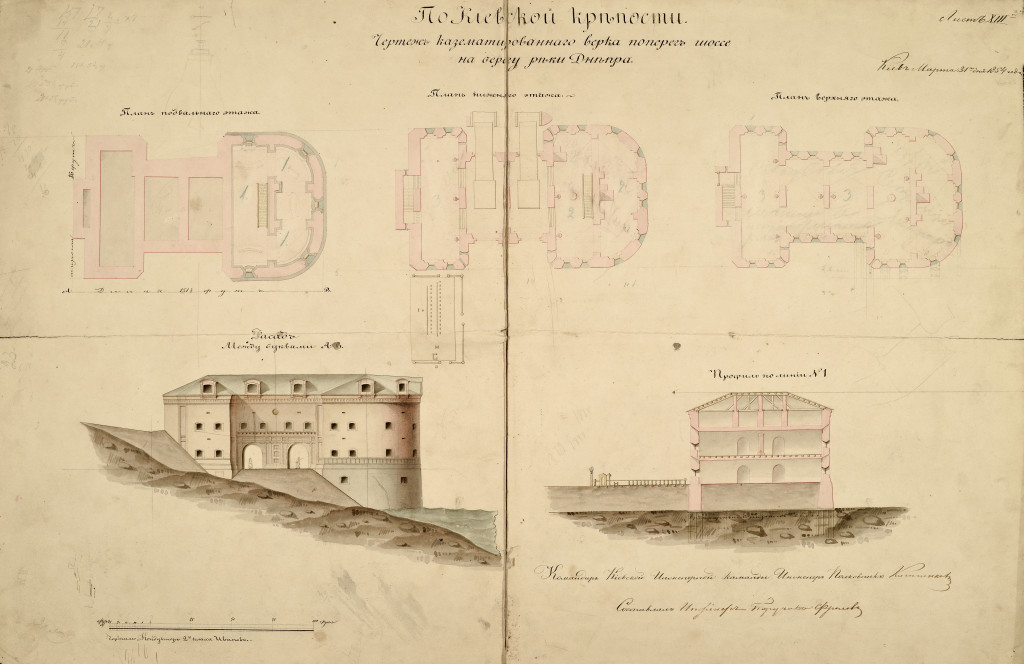
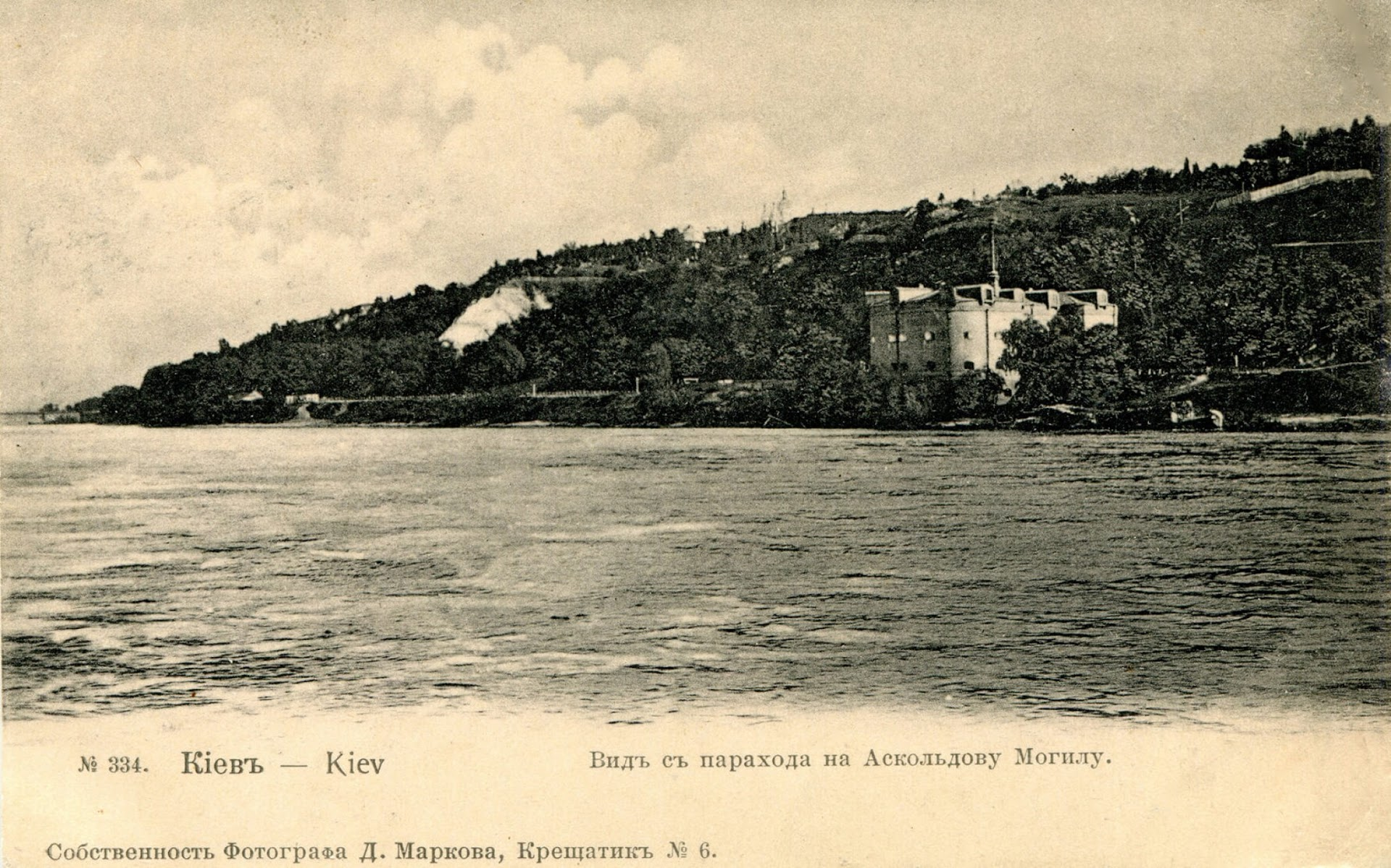